# Alberto Górriz
Alberto Górriz Echarte (Irun, 1958. február 16. –) spanyol válogatott labdarúgó.

## Pályafutása

### Klubcsapatban
Irunban született, Baszkföldön. Pályafutása során egyetlen csapatban, a Real Sociedadban játszott. 1979 és 1993 között 461 mérkőzésen 14 alkalommal volt eredményes. 1981-ben és 1982-ben csapatával spanyol bajnoki címet szerzett. 1982-ben a spanyol szuperkupát, 1987-ben pedig a spanyol kupát is megnyerte. 

### A válogatottban
1988 és 1990 között 12 alkalommal szerepelt a spanyol válogatottban és 1 gólt szerzett. Írország ellen mutatkozott be egy vb-selejtező alkalmával 1988. november 16-án, amely 2–0-ás győzelemmel zárult. Részt vett az 1990-es világbajnokságon, ahol a Belgium elleni csoportmérkőzésen gólt szerzett. Uruguay ellen csereként, a Dél-Korea elleni csoportmérkőzésen és a Jugoszlávia elleni nyolcaddöntőben kezdőként kapott lehetőséget.

## Sikerei, díjai
Real Sociedad
- Spanyol bajnok (2): 1980–81, 1981–82
- Spanyol szuperkupa (1): 1982
- Spanyol kupa (1): 1986–87

## Kapcsolódó cikk
- Egycsapatos labdarúgók listája

## Külső hivatkozások
- Alberto Górriz adatlapja a National-Football-Teams.com oldalon (angolul)

- Alberto Górriz (angol nyelven). FootballDatabase.eu
- Alberto Górriz (angol nyelven). eu-football.info
- Alberto Górriz (angol, katalán, spanyol nyelven). BDFutbol.com
- Alberto Górriz adatlapja a worldfootball.net oldalon (angolul)